# Saint-Martin-d'Oydes
Saint-Martin-d'Oydes é uma comuna francesa na região administrativa de Occitânia, no departamento de Ariège. Estende-se por uma área de 11,64 km². Em 2010 a comuna tinha 227 habitantes (densidade: 19,5 hab./km²).